# Heinrich Barkhausen
Heinrich Georg Barkhausen (Brema, 2 dicembre 1881 – Dresda, 20 febbraio 1956) è stato un fisico tedesco.

## Biografia
Di ricca famiglia patrizia di Brema, ha studiato all'Università tecnica di Monaco, all'Università tecnica di Berlino e all'Università Ludwig Maximilian di Monaco prima di conseguire il dottorato presso l'Università Georg August di Gottinga.
Il suo primo incarico fu quello di professore di ingegneria elettrotecnica all'Università tecnica di Dresda nel 1911 a 29 anni.
Nel 1919 ha scoperto l'effetto Barkhausen in cui ha notato la produzione di rumore a causa delle discontinuità presenti nella struttura dei materiali ferromagnetici.
Nel 1920 ha ideato con Karl Kurz un oscillatore con tubo a onda viaggiante (tubo di Barkhausen–Kurz) in grado di raggiungere i 300 MHz (frequenza estremamente alta per l'epoca) e ispiratore dei successivi tubi oscillatori quali il klystron.
Nel 1921 ha stabilito (dandone una spiegazione matematica) la condizione di oscillazione di un qualsiasi oscillatore, noto come criterio di Barkhausen.
Nel 1933 ha firmato la "Dichiarazione di fedeltà dei professori ad Adolf Hitler" facente parte della procedura generalizzata di giuramento al Führer.